# 洪都街道
洪都街道是中华人民共和国江西省南昌市青云谱区下辖的一个乡镇级行政单位。

## 行政区划
洪都街道下辖以下地区：
洪翔社区、洪干社区、洪鹰社区、洪校社区、洪园社区、洪科社区、洪东社区、洪西社区、洪招社区和洪纺社区。